# Xã Morgan, Quận Jones, Nam Dakota
Xã Morgan (tiếng Anh: Morgan Township) là một xã thuộc quận Jones, tiểu bang Nam Dakota, Hoa Kỳ. Năm 2010, dân số của xã này là 13 người.